# Salcedia
Salcedia is een geslacht van kevers uit de familie van de loopkevers (Carabidae). De wetenschappelijke naam van het geslacht is voor het eerst geldig gepubliceerd in 1899 door Fairmaire.

## Soorten
Het geslacht Salcedia omvat de volgende soorten:
- Salcedia africana (Britton, 1947)
- Salcedia coquilhati Alluaud, 1932
- Salcedia elongata Alluaud, 1932
- Salcedia miranda (Andrewes, 1920)
- Salcedia nigeriensis Alluaud, 1930
- Salcedia parallela Baehr, 1998
- Salcedia perrieri Fairmaire, 1899
- Salcedia putzeysi (Oberthur, 1883)
- Salcedia schoutedeni Alluaud, 1930